# Dans paa Vulkanen
Dans paa Vulkanen er en tysk stumfilm fra 1920 af Richard Eichberg.

## Medvirkende
- Lee Parry som Tatiana / Marie Dorouska
- Violette Napierska som Kaminska
- Robert Scholz som Ivan Michelov
- Bela Lugosi som Andre Fleurot
- Gustav Birkholz som Frederich Dedorovitch
- Felix Hecht som Alexander Rostov
- Kurt Fuss